# Madina Lake
Madina Lake – amerykański zespół grający rock alternatywny. Został oficjalnie założony w 2005 przez braci bliźniaków Nathana i Matthew Leone, obaj są byłymi członkami zespołu The Blank Theory. Resztę składu tworzą Mateo Camargo i Dan Torelli, byli członkowie zespołu Reforma.

## Historia

### Początki (2005–2006)
W marcu 2005 roku Matthew i Nathan Leone wystąpili w specjalnym odcinku programu Fear Factor. Pokonując drugą parę bliźniaków zdobyli 50 tys. USD. Były to pieniądze umożliwiające rozpoczęcie kariery muzycznej. Dzięki nim 22 sierpnia 2006 wydali swoje pierwsze EP The Disappearance of Adalia.

### From Them, Through Us, to You (2006–2008)
Debiutancki album Madina Lake From Them, Through Us, To You został wydany 27 marca 2007 przez Roadrunner Records

### Attics to Eden (od 2008)
Drugi album Madina Lake wyprodukowany przez Davida Bendetha i wydany 5 maja 2009 roku.

## Skład zespołu

### Obecni członkowie
- Nathan Leone – śpiew
- Matthew Leone – gitara basowa
- Mateo Camargo – gitara rytmiczna, chórki
- Dan Torelli – perkusja

## Dyskografia

### Płyty studyjne
- From Them, Through Us, to You (27 marca 2007)
- Attics to Eden (5 maja 2009)
- World War III (13 września 2011)

### Single
- House of Cards (2007)
- Here I Stand (15 czerwca 2007)
- One Last Kiss (11 maja 2007)
- Pandora (10 czerwca 2008)
- Never Take Us Alive (27 kwietnia 2009)
- Let’s Get Outta Here (10 czerwca 2009)

### EPs
- The Disappearance of Adalia EP (22 sierpnia 2006)

## Nagrody i wyróżnienia
| Rok  | Kategoria                   | Tytułem     | Nagroda         | Nota | Źródło |
| ---- | --------------------------- | ----------- | --------------- | ---- | ------ |
| 2007 | Best International Newcomer | Madina Lake | Kerrang! Awards | Laur | [ 1 ]  |